# Jean-Baptiste Penon
Jean-Baptiste-Étienne-Honoré Penon, né le 23 mai 1850 à Simiane (Bouches-du-Rhône, France) et mort le 7 septembre 1929 à Tarascon (Bouches-du-Rhône, France), est un prélat catholique français, évêque de Moulins de 1911 à 1926.

## Biographie

### Jeunesse et formation
Né le 23 mai 1850 à Simiane-Collongue, dans une famille de petits artisans et d'agriculteurs, il est baptisé le 26 mai suivant. Trois ans plus tard, le 15 novembre 1853, nait son unique sœur, Joséphine, qui consacrera sa vie à ses parents jusqu'à leur décès et, ensuite, à son frère qu'elle accompagnera dans les dernières années de son sacerdoce.
Enfant, il entre à l'école semi-publique où son maître remarque sa soif d'apprendre et sa grande capacité d'écoute. À la fin du parcours de cet enseignement primaire, Jean-Baptiste entre à l'internat du collège catholique d'Aix-en-Provence où il obtient son baccalauréat en lettres classiques et en philosophie en 1867.
Un professeur l'oriente vers la faculté de lettres mais il révèle son vœu de devenir prêtre.
Il étudie alors au petit séminaire et au grand séminaire d'Aix et étudie la théologie, les Lettres et l'Histoire.
Le 8 juin 1873, il est ordonné prêtre, en la cathédrale Saint-Sauveur d'Aix-en-Provence, par Georges Chalandon.

### Principaux ministères
Après son ordination, lui qui désire être envoyé dans une paroisse en attente d'un pasteur, est affecté au petit séminaire où il enseigne jusqu'en 1878, date à laquelle il en prend la direction. En 1883, il occupe la chaire d'Histoire et d'Humanités à la faculté de théologie.
Le père Penon est ensuite installé comme vicaire de la paroisse du Saint-Esprit jusqu'en 1890, date à laquelle il est choisi comme vicaire général par Xavier Gouthe-Soulard. 
Il occupe cette fonction pendant dix ans et, en 1900, devient, à la mort de son archevêque, vicaire capitulaire pendant la vacance du siège.
Le nouvel archevêque, Edwin Bonnefoy, propose la nomination de son vicaire capitulaire comme vicaire général au ministère (la France est toujours sous le régime du Concordat de 1801). Mais le gouvernement radical de Waldeck Rousseau, au fait des opinions et des positions du père Penon refuse d'accepter et d'officialiser cette nomination.
Le 22 septembre 1901, il est ainsi nommé curé de la paroisse de Fuveau, dont il prend possession le jour de la fête patronale, la Saint-Michel, le 29 septembre. Il exerce cette charge jusqu'en 1904, date à laquelle il est nommé doyen de Saint-Rémy-de-Provence. Il est alors intronisé le 29 juillet par les archiprêtres d'Arles, d'Aix et de Tarascon.
Parallèlement à ses occupations pastorales, il transforme le presbytère en école chrétienne et enseigne aux enfants. En 1906, il est nommé curé-doyen de Sainte-Madeleine, qu'il dirige jusqu'en 1911.

### Épiscopat et retraite
Le 8 mai 1911, le pape Pie X le nomme, par bulle pontificale, au siège épiscopal de Moulins. 
Il est alors sacré le 27 juin 1911, en la cathédrale Saint-Sauveur, par Edwin Bonnefoy, assisté de Félix Guillibert et d'Émile-Louis-Cornil Lobbedey, son prédécesseur sur le siège de Moulins, transféré à Arras, Boulogne et Saint-Omer.
Il prend ses fonctions le 18 juillet 1911 et reste à la tête du diocèse jusqu'à ce que la maladie le pousse à annoncer sa démission, dans sa lettre pastorale du 24 juin 1926, le jour de sa fête patronymique, et sa translation à l'évêché titulaire de Cuses. Dans cette même lettre pastorale il exhorte ses diocésains à achever la construction de son grand séminaire.
Il est l'un des rescapés de l'accident ferroviaire de Villecomtal le 1er août 1922. 
Il se retire alors chez les Prémontrés, en l'abbaye Saint-Michel de Frigolet, à Tarascon, où il meurt le 7 septembre 1929.

## Prises de position

### Royalisme et cléricalisme
Considéré comme le fils spirituel de Xavier Gouthe-Soulard, Penon se fait rapidement remarquer pour ses opinions légitimistes et son attachement au respect des relations entre l'État et le clergé. Sa grande culture et ses compétences pédagogiques reconnues lui permettent, par ailleurs, de devenir conseiller de l'archevêché, en pleine période de séparation de l'Église et de l'État, et de l'aider à résister aux attaques des gouvernements républicains et anticléricaux qui se succèdent.
Pour l'anecdote, dans les années 1870-1880, l'abbé Penon, premier latiniste et helléniste de son diocèse, a donné des cours particuliers au jeune Charles Maurras, légèrement retardé à cause de sa surdité, ce qui a permis à ce dernier de retourner parfois au collège pour des cours de rhétorique et philosophie. Connaissant Mme Maurras, c'est l'abbé Penon qui lui avait proposé d'aider le petit Charles. D'après Maurras, cette offre spontanée a été la grande bénédiction de sa vie.